# Anomala snizeki
Anomala snizeki är en skalbaggsart som beskrevs av Carsten Zorn 2007. Anomala snizeki ingår i släktet Anomala och familjen Rutelidae. Inga underarter finns listade i Catalogue of Life.